# Chase Kalisz
Chase Tyler Kalisz (Baltimore, 7 de marzo de 1994) es un deportista estadounidense que compite en natación, especialista en el estilo combinado.
Participó en dos Juegos Olímpicos de Verano, obteniendo dos medallas, plata en Río de Janeiro 2016 y oro en Tokio 2020, ambas en la prueba de 400 m estilos.
Ganó seis medallas en el Campeonato Mundial de Natación entre los años 2013 y 2022, y tres medallas en el Campeonato Pan-Pacífico de Natación, en los años 2014 y 2018.

## Palmarés internacional
| Juegos Olímpicos        | Juegos Olímpicos        | Juegos Olímpicos  | Juegos Olímpicos |
| Año                     | Lugar                   | Medalla           | Prueba           |
| ----------------------- | ----------------------- | ----------------- | ---------------- |
| 2016                    | Río de Janeiro (Brasil) | Medalla de plata  | 400 m estilos    |
| 2020                    | Tokio (Japón)           | Medalla de oro    | 400 m estilos    |
| Campeonato Mundial      |                         |                   |                  |
| Año                     | Lugar                   | Medalla           | Prueba           |
| 2013                    | Barcelona (España)      | Medalla de plata  | 400 m estilos    |
| 2015                    | Kazán (Rusia)           | Medalla de bronce | 400 m estilos    |
| 2017                    | Budapest (Hungría)      | Medalla de oro    | 200 m estilos    |
| 2017                    | Budapest (Hungría)      | Medalla de oro    | 400 m estilos    |
| 2019                    | Gwangju (Corea del Sur) | Medalla de bronce | 200 m estilos    |
| 2022                    | Budapest (Hungría)      | Medalla de bronce | 400 m estilos    |
| Campeonato Pan-Pacífico |                         |                   |                  |
| Año                     | Lugar                   | Medalla           | Prueba           |
| 2014                    | Gold Coast (Australia)  | Medalla de bronce | 400 m estilos    |
| 2018                    | Tokio (Japón)           | Medalla de oro    | 200 m estilos    |
| 2018                    | Tokio (Japón)           | Medalla de oro    | 400 m estilos    |